# 813 (film)
Pour les articles homonymes, voir 813 (homonymie).
Pour plus de détails, voir Fiche technique et Distribution.
813 est un film muet américain réalisé par Charles Christie et Scott Sidney et sorti en 1920. Ce film est l'adaptation du roman éponyme de Maurice Leblanc mettant en scène le personnage du gentleman-cambrioleur, Arsène Lupin.

## Fiche technique
- Titre original et français: 813
- Réalisation : Charles Christie et Scott Sidney
- Scénario :  Scott Darling, d'après le roman de Maurice Leblanc
- Photographie : Anton Nagy
- Montage :
- Décors :
- Producteur : Al Christie
- Société de production : Christie Film Company
- Société de distribution : Robertson-Cole Pictures Corporation (États-Unis)
- Pays d'origine :  États-Unis
- Langue : film muet avec les intertitres en anglais
- Format : Noir et blanc — Muet
- Genre : Film policier
- Durée : 60min
- Dates de sortie : 
  - États-Unis : 14 novembre 1920
  - France : 5 mai 1922[1]

## Distribution
- Wedgwood Nowell : Arsène Lupin
- Ralph Lewis : Robert Castleback
- Wallace Beery : Major Parbury / Ribeira
- J.P. Lockney : Formerie
- William V. Mong : Chapman
- Colin Kenny : Gérard Beaupré
- Milton Ross : Gourel
- Thornton Edwards : Doudeville
- Frederick Vroom : Préfet de Police
- Mark Fenton : Marco
- Kathryn Adams : Dolores Castleback
- Laura La Plante : Geneviève
- Vera Steadman : Vashti Seminoff